# ISO 3166-2:JE
Die zur Kennzeichnung geografischer Einheiten dienende Liste der ISO 3166-2-Codes für die Vogtei Jersey enthält ausschließlich den Code für die Vogtei Jersey. Es existieren keine weiteren Unterteilungen.

Dieser Code besteht nur aus einem Teil. Dieser gibt den Code gemäß ISO 3166-1 (für die Vogtei Jersey JE) wieder.
Die aktuellen Codes stehen auf der Seite der ISO unter #iso:code:3166:JE zur Verfügung.